# Promontorium Heraclides
Il Promontorium Heraclides è una struttura geologica della superficie della Luna.
È intitolato all'astronomo greco Eraclide Pontico.

## Crateri correlati
Alcuni crateri minori situati in prossimità del Promontorium Heraclides sono convenzionalmente identificati, sulle mappe lunari, attraverso una lettera associata al nome.
| Heraclides | Coordinate            | Diametro (in km) |
| ---------- | --------------------- | ---------------- |
| A          | 40°54′36″N 34°16′12″W | 4,74             |
| E          | 43°00′36″N 32°45′36″W | 3,95             |
| F          | 38°33′36″N 33°43′12″W | 3,01             |